# مبادرة لا لقهر النساء
مبادرة لا لقهر النساء هي مجموعة سودانية ناشطة في مجال حقوق المرأة في عهد عمر البشير ولعبت دورًا مهمًا خلال الاحتجاجات السودانية 2018-2019.

## التأسيس
تم إنشاء «مبادرة لا لقهر النساء» في عام 2009 للدفاع عن حقوق المرأة في السودان بعد اعتقال الصحفية السودانية التابعة للأمم المتحدة لبنى أحمد الحسين، لارتدائها بنطالا، وهو ما اعتبرته السلطات القضائية انتهاكًا لقانون النظام العام القائم على الشريعة. كما تم القبض على حسين برفقة اثنتي عشرة امرأة أخرى كن يرتدين سراويل في مطعم الخرطوم.
في 4 أغسطس، تظاهر 200 ناشط من الرجال والنساء احتجاجاً على المحاكمة متبنيين اسم: «لا للقمع ضد المرأة». لكن الشرطة قامت بتفريقهم باستخدام الغاز المسيل للدموع والدروع والعصي.
وقد تم بالفعل جلد عشر نساء لارتدائهن سراويل.

## الأهداف
تهدف المبادرة إلى الدفاع عن حقوق المرأة من خلال رصد الانتهاكات، ودعم الضحايا أثناء جلسات المحكمة، وإصدار البيانات الصحفية، وتنظيم ورش العمل، وتوفير محامين مجانيين للضحايا وزيارة النساء في السجون.

## الأنشطة
تقوم المبادرة بعدد من الانشطة مثل
- مراقبة ورصد انتهاكات حقوق النساء
- المناصرة وتنظيم الحملات لرفع الوعي بحقوق النساء
- تقديم العون القانوني لدعم ضحايا العنف والانتهاكات

الأعضاء والمؤسسين
دإحسان فقيري
أ.أمل هباني
أ. تهاني عباس

## في عهد عمر البشير
في أغسطس 2014، اعتقل جهاز الأمن والمخابرات الوطني السوداني 16 عضوًا في «مبادرة لا لقهر النساء» ممن دعوا إلى إطلاق سراح مريم الصادق المهدي، نائبة رئيس حزب الأمة الوطني وابنة رئيس الوزراء السابق الوزير الصادق المهدي.
في عام 2016، وثقت المبادرة أحكاما بالجلد صادرة على 15000 امرأة، من إجمالي 45000 دعوى قضائية ضد المرأة بموجب قانون النظام العام. نظمت المبادرة حلقات دراسية ومقاومة ثقافية عبر المهرجانات.
في أوائل عام 2018، وخلال حملة ضد نشطاء حقوق الإنسان، استدعى جهاز الأمن والمخابرات الوطني السوداني أربعة من أعضاء المبادرة للاستجواب، وهم رشيدة شمس الدين، إحسان فاجري، نجلاء نورين وغوماريا عمر.

## عهد الثورة السودانية
كانت «مبادرة لا لقهر النساء» واحدة من الحركات النسوية الرئيسية، إلى جانب نساء من الجماعات المدنية والسياسية السودانية، التي لعبت دورًا بارزًا في تحالف قوى إعلان الحرية والتغيير الذي قام بتنسيق الاحتجاجات والتفاوض معها المجلس العسكري الانتقالي خلال الثورة السودانية 2018-2019.
خلال مرحلة الانتقال للديمقراطية التي تمتد ل39 شهرًا، في 22 أكتوبر 2019 ونيابة عن المبادرة، احتجت إحسان فاجري ضد الوجود الذكوري الصرف عند تشكيل لجنة التحقيق في مذبحة الخرطوم. حيث أفادت أن العديد من النساء قد قُتلن أو رميوا في النيل، كما اغتُصب نحو 70 امرأة ورجلاً، فيما انتحر ثلاث أشخاص بعد المجزرة بسبب توابع الاغتصاب، وعليه ينبغي تمثيل النساء كأعضاء في اللجنة.